# Orquestra Reial Danesa
L'Orquestra Reial Danesa (en danès: Det Kongelige Kapel) és una orquestra danesa amb seu a Copenhaguen. El nom danès de l'orquestra indica la seva funció original com a conjunt orientat a subministrar la música per als actes de la cort. L'Orquestra Reial Danesa consta actualment d'uns 100 músics. L'escenari principal dels concerts simfònics tradicionals de l'orquestra és l'⁣Òpera de Copenhaguen. També organitza diversos concerts anuals d'orquestra de cambra al vestíbul de l'escenari experimental més petit Takkelloftet. La majoria de les representacions de ballet i algunes d'òpera tenen lloc al Old Stage del Teatre Reial Danès.

## Història
L'orquestra remunta els seus orígens a l'any 1448 i el cos de trompetes a la cort reial del rei Christian I i, per tant, afirma ser l'orquestra més antiga del món.
Amb els anys, l'orquestra va sortir de la cort i es va instal·lar a la fossa del Teatre Reial Danès. Entre els seus líders hi havia Christoph Willibald Gluck, que va compondre la música per a ocasions especials com la celebració del naixement, el 1749, del posterior rei Christian VII, mentre estava a Dinamarca. Un nombre creixent de compromisos va veure un augment de la mida de l'orquestra. Quan Johann Gottlieb Naumann va dur a terme les seves reformes a la dècada de 1780, el conjunt comptava amb 46 membres. En aquest moment, el Cor de l'Òpera Reial Danesa es va assignar permanentment al Teatre Reial Danès. F.L. Æ. Kunzen va introduir Mozart al repertori del conjunt a la dècada de 1790.
El mandat de Johan Svendsen, a partir de 1883, va iniciar un període pronunciat de creixement i desenvolupament per a l'orquestra, inclosa la introducció de Svendsen d'obres simfòniques importants en una sèrie de concerts de la Royal Danish Orchestra que gradualment es va convertir en una tradició en el món de la música danesa, mentre que les simfonies majors esdevingueren el domini de l'orquestra. Carl Nielsen va servir a l'orquestra durant molts anys, en part com a 2n violinista i en part com a director. El rei Frederik IX va tenir una relació especialment estreta amb l'Orquestra Reial Danesa, perseguint amb els seus membres el seu interès per l'art de la direcció.

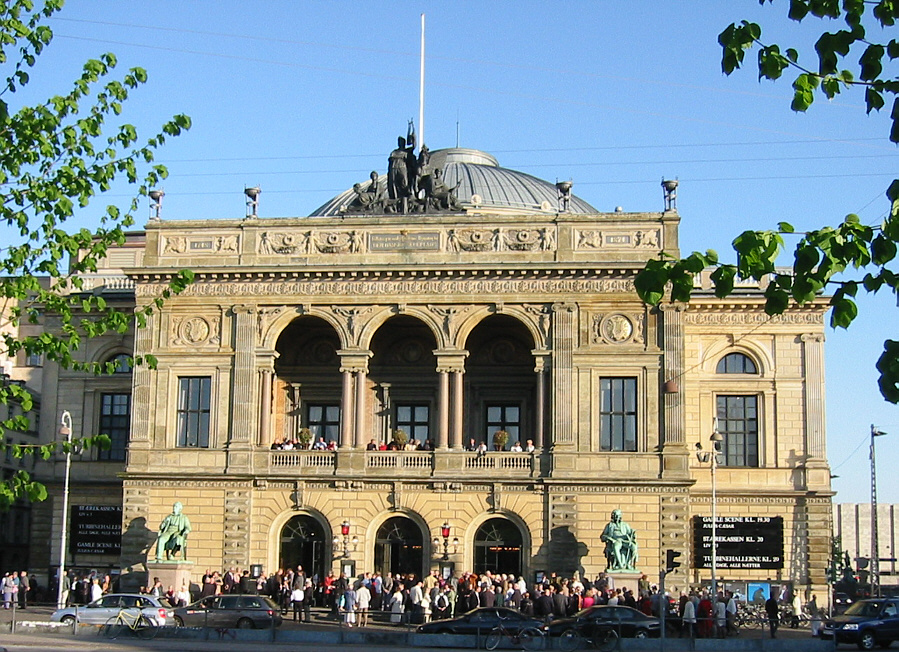
Escena Gammel o Old Stage a Kongens Nytorv, seu de l'Orquestra Reial Danesa des de 1874

Michael Schønwandt va ser el director principal de l'orquestra, del 2000 al 2011. El setembre de 2011, l'orquestra va anunciar el nomenament de Jakub Hrůša com el seu proper director musical, a partir del setembre de 2013. No obstant això, el gener de 2012, arran de la renúncia de Keith Warner a la direcció artística de l'Òpera Reial Danesa després de les propostes de retallades pressupostàries, Hrůša va anunciar que no assumiria la direcció musical de l'Òpera Reial Danesa, i amb això el càrrec corresponent amb l'Orquestra Reial Danesa, en solidaritat amb l'acció de Warner. El maig de 2012, l'orquestra va anunciar el nomenament de Michael Boder com a proper director en cap i assessor artístic, a partir de l'agost de 2012. Boder va ocupar el càrrec fins al 2016. El novembre de 2017, l'orquestra va anunciar Alexander Vedernikov com el seu proper director en cap. Vedernikov va ocupar el càrrec des del 2018 fins a la seva mort l'octubre del 2020.
L'actual director convidat principal de l'orquestra és Paolo Carignani, a partir de la temporada 2021-2022, amb un contracte inicial de 3 anys. El febrer de 2022, l'orquestra va anunciar el nomenament de Marie Jacquot com a proper director musical, efectiu amb la temporada 2024–2025, amb un contracte inicial de 5 anys. Jacquot és la primera directora dona a ser nomenada directora musical de Det Kongelige Kapel.

## Principals directors
- Heinrich Schütz
- Johann Gottlieb Naumann
- Johann Abraham Peter Schulz
- Friedrich Kunzen
- Claus Schall
- Niels Gade
- Holger Simon Paulli
- Johan Svendsen (1883–1908)
- Frederik Rung
- Georg Høeberg (1914–1930)
- Egisto Tango and Johan Hye-Knudsen
- John Frandsen (1946–1980)
- Paavo Berglund (1993–1998)
- Michael Schønwandt (2000–2011)
- Michael Boder (2012–2016)
- Alexander Vedernikov (2018–2020)
- Marie Jacquot (a partir del 2024)